# Доротея Саксен-Кобург-Готська
Дороте́я Марі́я Генріє́тта Авгу́ста Луї́за Са́ксен-Ко́бург-Го́тська (нім. Dorothea Maria Henriette Auguste Louise von Sachsen-Coburg und Gotha), (нар. 30 квітня 1881 — пом. 21 січня 1967) — принцеса Саксен-Кобург-Готська, донька принца Саксен-Кобург-Готського Філіпа та бельгійської принцеси Луїзи, дружина титулярного герцога Шлезвіг-Гольштейну Ернста Ґюнтера.

## Біографія

### Ранні роки
Народилася 30 квітня 1881 року у Відні. Була другою дитиною та єдиною донькою в родині принца Саксен-Кобург-Готського Філіпа та його дружини Луїзи Бельгійської. Мала старшого брата Леопольда Клемента. Їхній дід з материнського боку Леопольд II до 1909 року правив Бельгією.

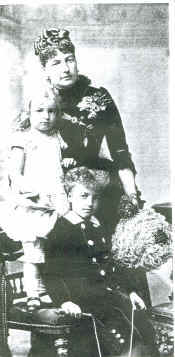
З матір'ю та братом близько 1886 року

Батько служив у збройних силах Угорщини та був великим тамтешнім землевласником. Відомий нумізмат і письменник, він також був довіреною особою кронпринца Австро-Угорщини Рудольфа, одруженого з його свояченицею Стефанією Бельгійською. У січні 1889 разом з двома іншими особами виявив тіла загиблого кронпринца та Марії Вечери у Маєрлінзі. Матір змальовували як наймоднішу жінку Гофбургу. Подружжя часто бувало при імператорському дворі у Відні.
В дитинстві за Доротеєю часто наглядали бабуся з батьківського боку Клементина Орлеанська та особистий лікар Кобургів, доктор Браун. Від 1887 року принцеса виховувалася окремо від брата, отримавши персональну гувернантку. Її подругою з ігор часто бувала кузина Єлизавета Марія Австрійська. У 1896 році дівчина вперше здійснила з батьками велику подорож до Греції, де проходили перші Олімпійські ігри сучасності.
17 квітня 1897 року у Каннах відбулися її заручини з титулярним герцогом Шлезвіг-Гольштейну. Очільник берлінської поліції змальовував Доротею в той час як «школярку, що виглядає такою невинною та мініатюрною». Інші відмічали, що в ній «помітна єврейська кров роду Кохарі».
Довірчих відносин з матір'ю у Доротеї не склалося. Луїза мала численні позашлюбні зв'язки, одним із її залицяльників був Людвіг Віктор Австрійський. Навесні 1897 року вона залишила чоловіка і відкрито жила у цивільному шлюбі з угорським шляхтичем Гезой фон Маттачич-Кеглевичем. У лютому 1898 року Філіп Саксен-Кобург-Готський викликав коханця дружини на дуель і був поранений. У травні 1898 року Луїзу помістили у психіатричну лікарню у Деблінгу. Доротея за кілька місяців узяла шлюб, який матір не схвалювала.

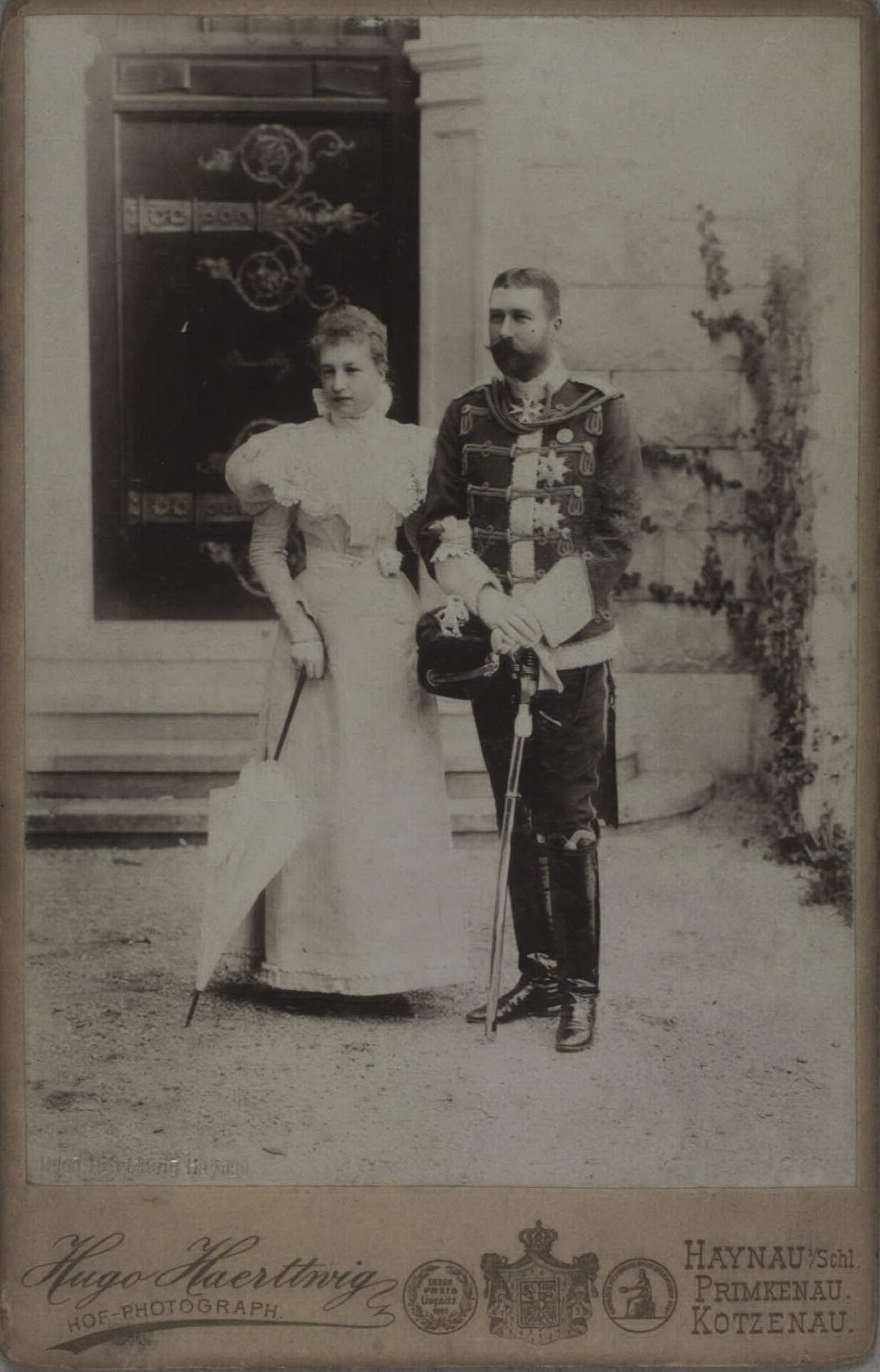
Світлина подружжя роботи Гуго Гартвіга, 24 серпня 1901, Королівська бібліотека Данії

### Шлюб
У віці 17 років стала дружиною 35-річного Ернста Ґюнтера Шлезвіг-Гольштейнського, молодшого брата імператриці Німеччини Августи Вікторії. Вінчання пройшло 2 серпня 1898 у Кобурзі. Оселилися молодята у Новому замку Прімкенау, який був зведений за бажанням Ернста Ґюнтера у 1895—1897 роках. Частина внутрішнього оздоблення були перевезена із родинного замку в Августенбурзі. Інтер'єр будівлі доповнювали антикварні меблі, гобелени та порцеляновий посуд. Художня колекція включала роботи відомих майстрів, у тому числі картини Антона Граффа, Стаббса й автопортрет Антоніса ван Дейка.
Пара часто подорожувала Європою. Обоє пристрастно полюбляли полювання, влаштовували їх і в угіддях Прімкенау, у тому числі, для вельможних гостей. Дітей у подружжя не з'явилося. Герцог мав позашлюбні зв'язки, у тому числі з фрейліною дружини, Ерікою фон Засс.
Від контактів з матір'ю, яка вийшла 1904 року з клініки, Доротея відмовилась, але періодично допомагала їй матеріально. 1906 року було оформлене розлучення батьків.
Протягом Першої світової війни герцогиня, як і багато аристократів її кола, турбувалася про поранених в маєтку Прімкенау. Здавши екзамен на медсестру, також працювала у польовому шпиталі Берліну під іменем сестри Доротеї.
11 листопада 1920 року пара всиновила небожів, Марію Луїзу та Йоганна Георга Глюксбурзьких, дітей Альбрехта Шлезвіг-Гольштейна,.Діти виховувалися у Прімкенау, але в акті усиновлення було зазначено, що вони не успадковують ані титулів, ані майна. Брат і сестра мали власні апартаменти та отримували приватні уроки у спеціально найнятих вчителів. Втім, вже 22 лютого 1921 року Ернст Ґюнтер помер.

### Решта життя
Після смерті чоловіка герцогиня зіткнулася з фінансовими проблемами, що посилилися загальною економічною ситуацією в Німеччині. Мешкала усамітнено. У 1924 році перетворила міську броварню, яка перейшла в її власність, на «Замок-готель» (нім. «Schloß-Hotel»). У 1933 році залишила Новий замок Прімкенау й оселилася у Палаці Принців у тому ж місті. 9 лютого 1945 року з колонною фургонів виїхала з Прімкенау на захід, наступного дня до міста увійшли частини 1-го Українського фронту. Після Другої світової війни мешкала у Hohes Schloss — головній будівлі замку Таксісів у Дишингені, який продовжує перебувати у приватній власності родини Турн-унд-Таксісів.
Померла 21 січня 1967 року у замку Таксісів. Була похована у крипті церкви Святого Августина у Кобурзі.